# Isocyprinidae
Isocyprinidae zijn  een uitgestorven familie van tweekleppigen uit de orde Veneroida.